# Magaramkent
Magaramkent (en ruso: Магарамкент, lezgiano: Мегьарамдхуьр) es una localidad rural (selo) y centro administrativo del distrito de Magaramkentsky de la República de Daguestán en Rusia.

## Geografía
Magaramkent se ubica a 180 km al sureste de Majachkalá. Al sur de la aldea se encuentra la frontera estatal de la Federación de Rusia con la Azerbaiyán. Según la clasificación climática de Köppen, la aldea tiene un clima cercano a los subtrópicos, con inviernos suaves y veranos calurosos y secos.

## Demografía
| Gráfica de evolución de Magaramkent entre 1895 y 2021 |
|                                                       |

Para el censo de 2002 58 694 personas residían en el distrito, de las cuales 6 266 pertenecían a la aldea. La mayoría de la población rural es lezgi. Según el censo realizado en 2010 su población era de 6 953 habitantes.